# Monument au génocide arménien d'Ixelles
Le Monument au génocide arménien d'Ixelles est un monument de type khatchkar commémorant le génocide arménien et situé à Ixelles (Belgique).

## Historique du monument
En 1995, un monument dédié aux victimes arméniennes du génocide de 1915 est dressé à l'initiative du Comité des Arméniens de Belgique sur la base des plans de l'architecte Isabelle Jakhian. Il est inauguré en 1997 dans le centre du square Henri Michaux, face à l’entrée principale du parc Tenbosch.
C’est le premier monument consacré au génocide arménien en Belgique dans Bruxelles-Capitale. On trouve dans le même quartier l'église apostolique arménienne Sainte-Marie-Madeleine, près du parc Tenbosch.

## Description du monument
Le monument consiste en une stèle de tuf rouge posée sur un socle de pierre bleue qui supporte une dédicace dans les deux langues régionales, et sur la face latérale gauche sont inscrites des mentions en langue arménienne. La stèle reprend des motifs traditionnels religieux (telle que la version contemporaine du Khatchkar), notamment la croix et l’église, ainsi que des motifs profanes tels que le soleil et la grappe de raisin.

## Galerie

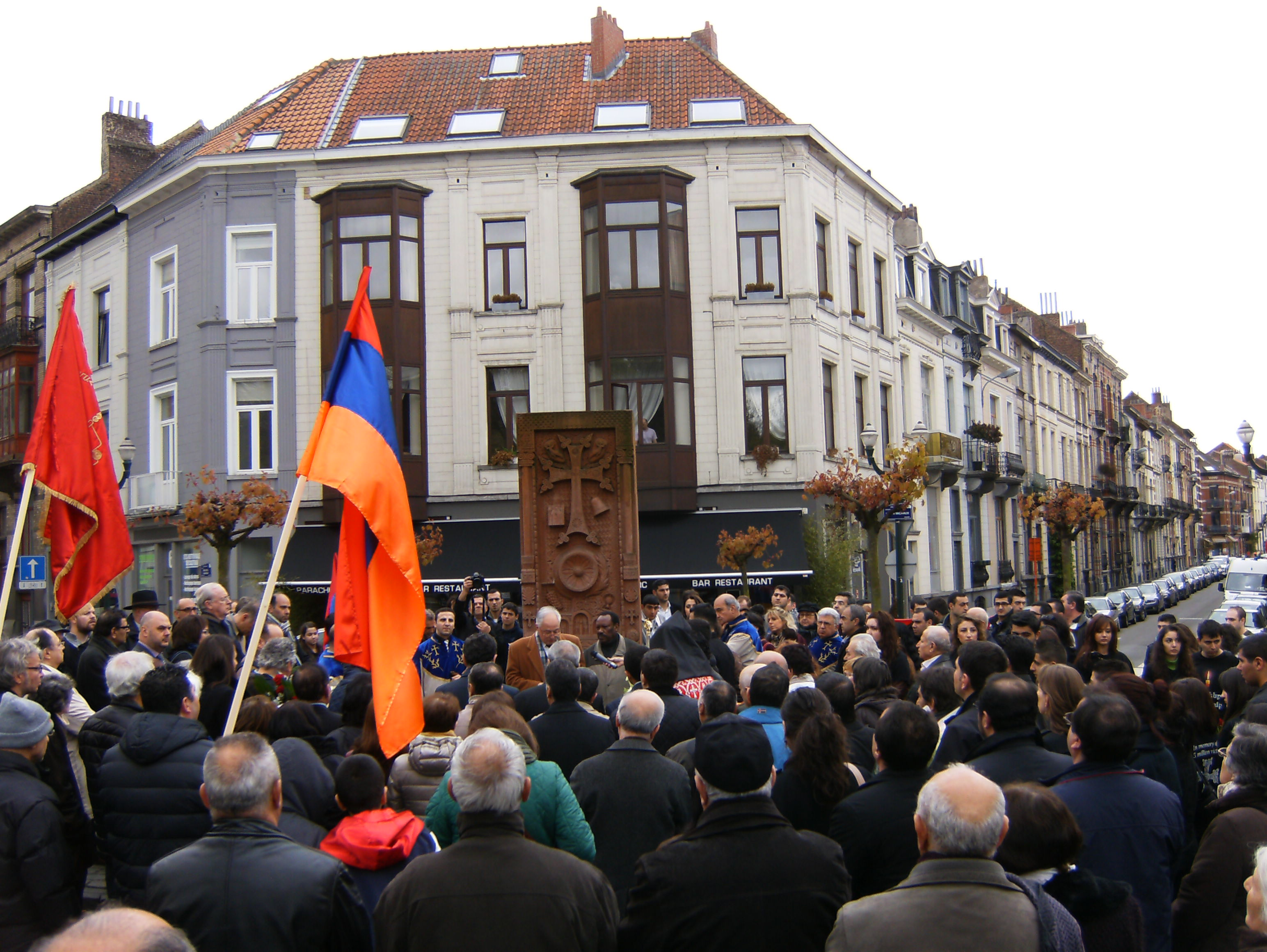
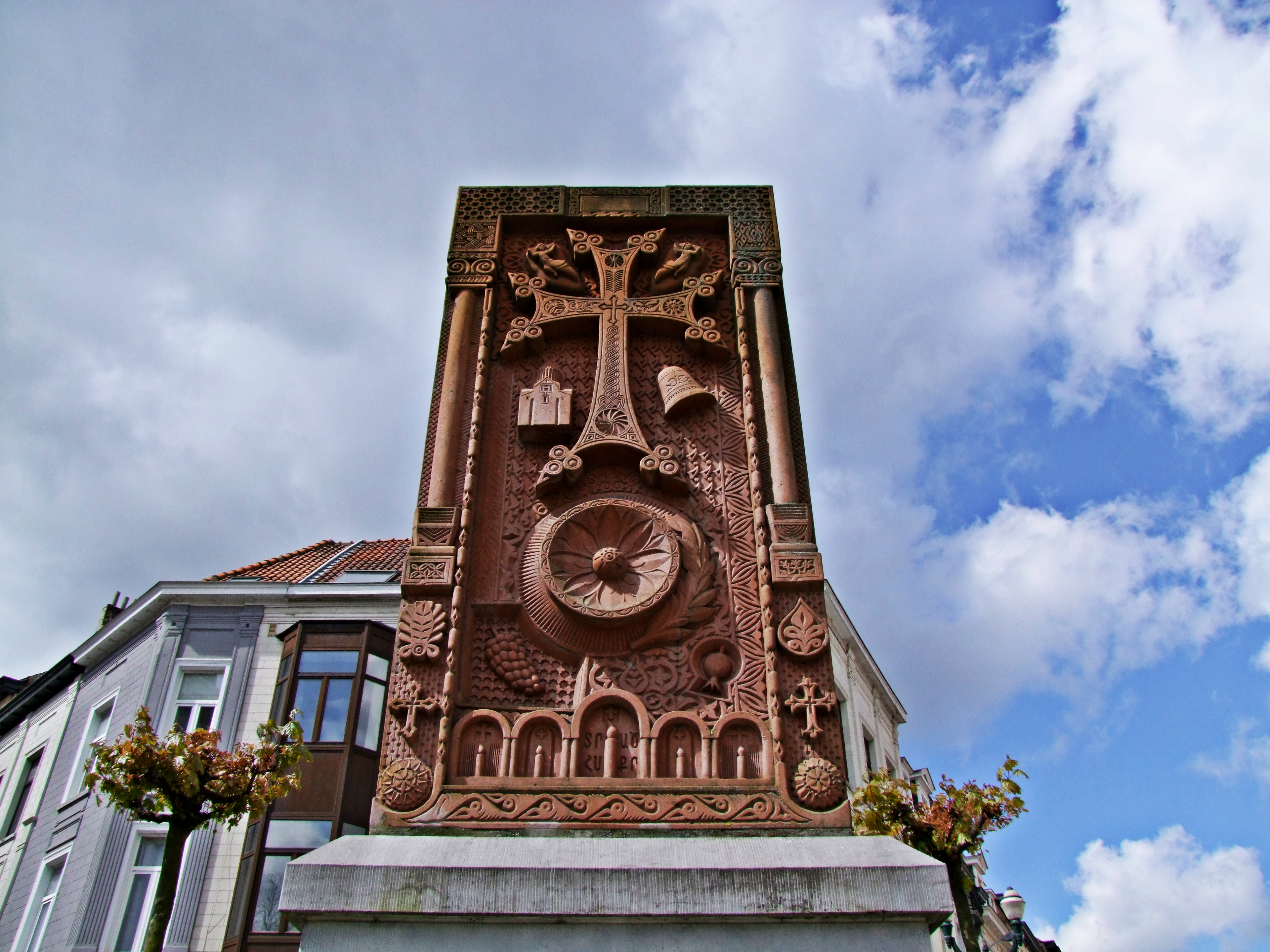
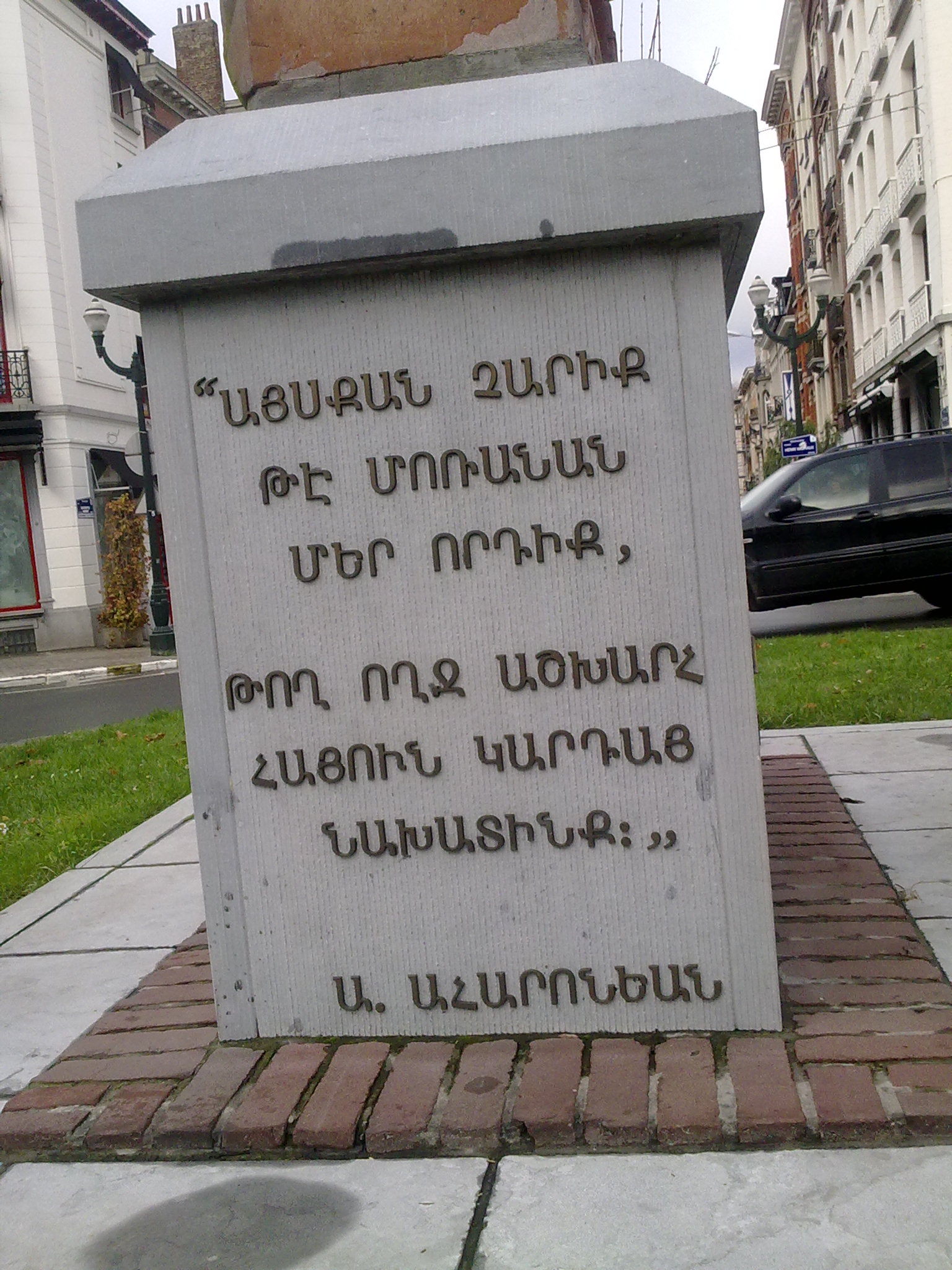
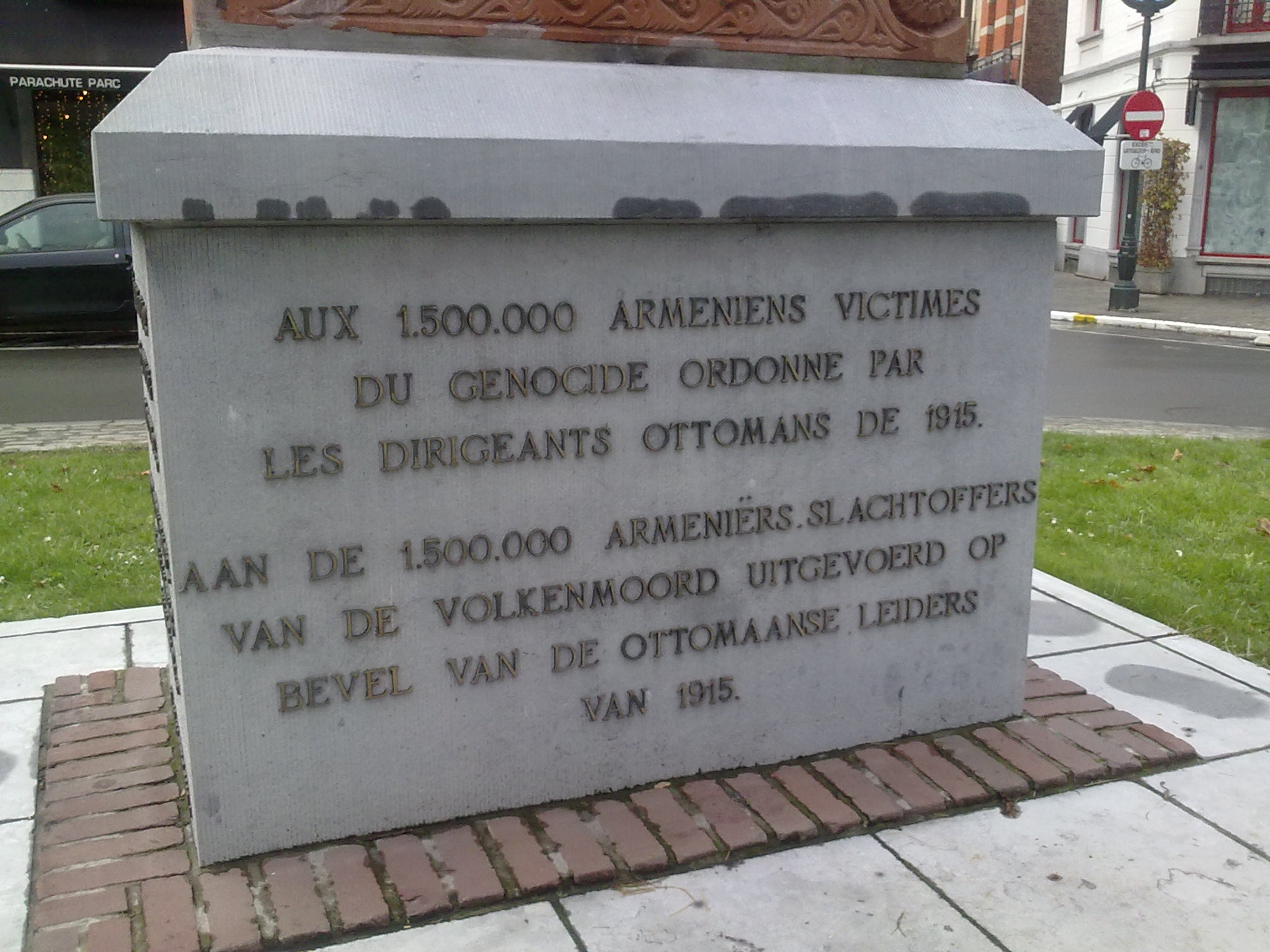